# Bahaddurbandi, Koppal
Bahaddurbandi là một làng thuộc tehsil Koppal, huyện Koppal, bang Karnataka, Ấn Độ.